# Conflicte georgiano-osseta (1918-1920)
El conflicte georgiano-osseta de 1918 a 1920 comprèn una sèrie d'aixecaments que van tenir lloc a les zones habitades per ossetes, ara anomenades Ossètia del Sud, coincidint amb el naixement de Geòrgia, contra la República Democràtica Federal de Transcaucàsia i després contra la República Democràtica de Geòrgia dominada pels menxevics, que es va saldar amb diversos milers de morts i va deixar un dolorós record a les comunitats georgiana i osseta de l'àrea.
Durant la seva breu vigència, el govern menxevic de Geòrgia va haver de tractar amb significatius problemes amb els ètnicament ossetes, que en la seva gran majoria simpatitzaven amb els bolxevics i la RSFS de Rússia. Les raons profundes del conflicte van ser molt complicades. Una reforma agrària inconclusa i disturbis agraris a les àrees pobres poblades per ossetes, van desembocar en discòrdies ètniques i en la lluita pel poder al Caucas.